# Calanda
Calanda és un municipi de l'Aragó, de la comarca del Baix Aragó.
Calanda també és reconeguda com a patrimoni per la Setmana Santa, gràcies al Calvari, la Processó i els tambors.
Els aliments típics i famosos de Calanda són el préssec, que disposa de denominació d'origen (melocotón de Calanda), les olives negres i l'oli, que també té denominació d'origen (aceite del Bajo Aragón).

## Història
Amb la invasió àrab es va formar un nucli de població al voltant d'un castell avui deasparegut, separant la població cristiana de la musulmana. La primera conquesta cristiana de Calanda fou en 1119 per Alfons el Batallador després de la presa de Morella, però retornà a mans musulmanes fins a la conquesta definitiva en 1169-1170, sota el regnat d'Alfons el Cast, però la fundació de l'actual Calanda fou en 1360 amb la concessió a la vila de la seva Carta Pobla, quedant sota l'Orde de Calatrava.
El 6 de desembre de 1833 els carlins de Rafael Ram de Viu van ser derrotats pels liberals del coronel Linares en la batalla de Calanda, però la vila fou presa per Ramon Cabrera el 22 d'abril de 1839.

## Patrimoni artístic i cultural
Arquitectura religiosa
- Temple del Pilar

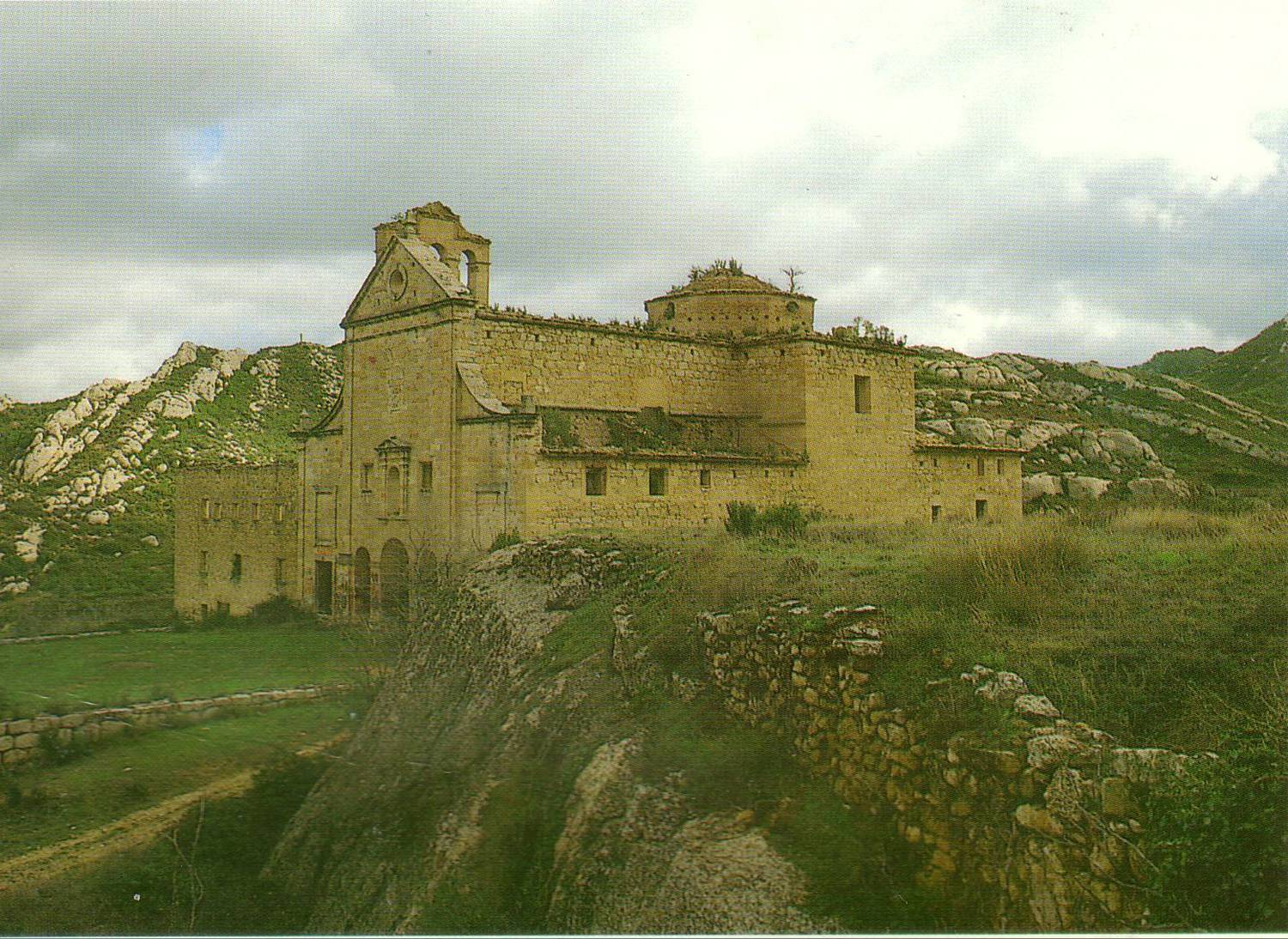
Convent del Desert.

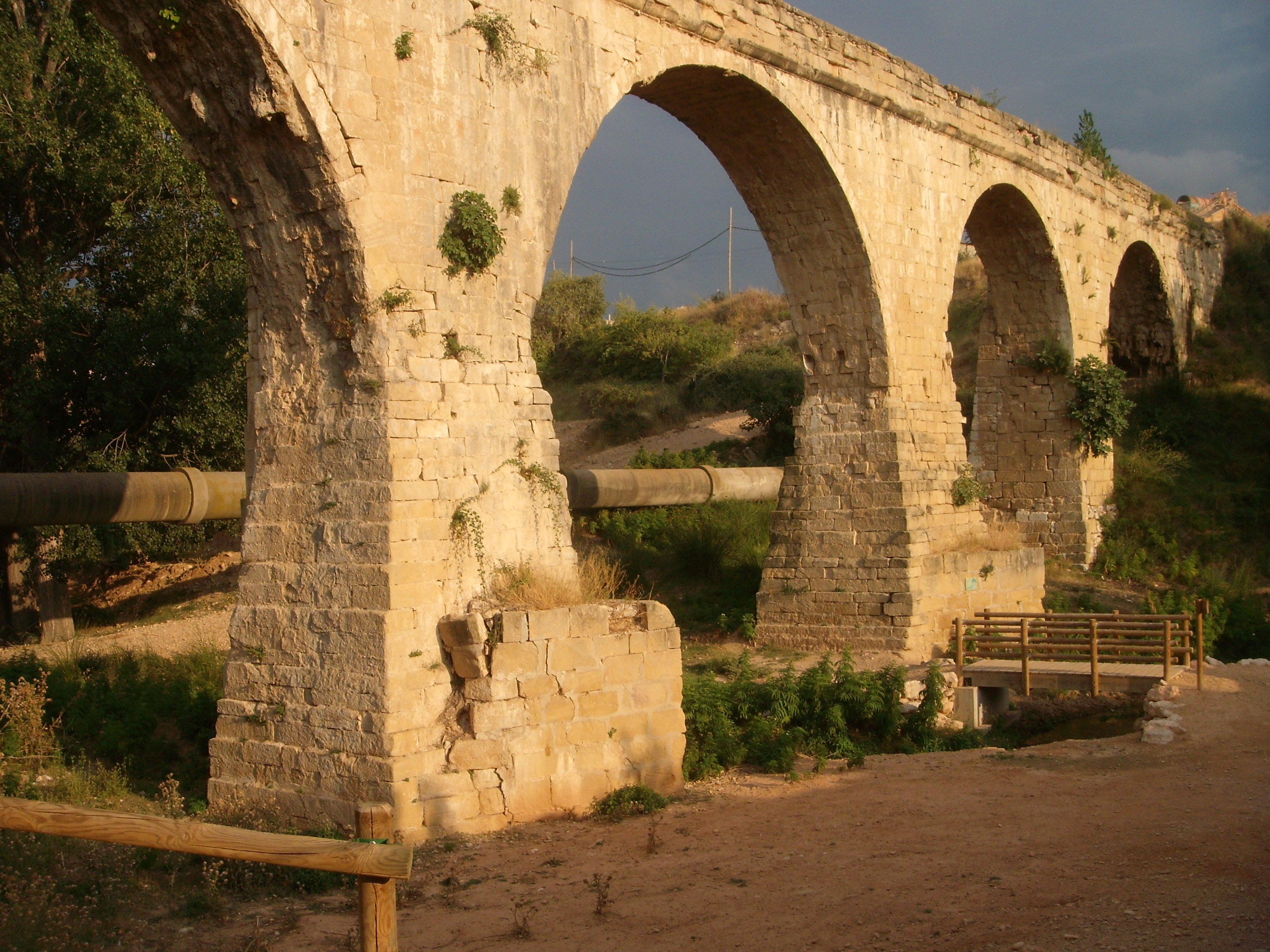
Aqüeducte dels Arcs.

- Església de La nostra Senyora de l'Esperança
- Ermita de Santa Bàrbara i Sant Marc: del segle xix.
- Ermita del Humilladero
- Ermita de Sant Blai: situada en un turó, la planta original data de 1675.
- Ermita de la Mare de Déu del Camp
- Ermita de Santa Àgueda
- Ermita de la Mare de Déu de les Neus
- Convent del Desert
- Arc de Sant Roc

Arquitectura civil
- Ajuntament
- Casa de Cultura (Antic Convent de Caputxins de Calanda)
- Castell de Calanda
- Casa del Comte de Sástago: situada a la Plaça de la Foia.
- Casa Buñuel
- Casino Mercantil
- Casa Sancho-Izquierdo
- Casa de la Baronessa de Pueyo: en ella va néixer el cineasta Luis Buñuel.
- Plaça de toros
- Torre Buñuel o Vila María: Casa de camp d'estil  modernista, el primer propietari va ser Leonardo Buñuel González.
- Nevera: del segle xvi.
- Safareig

Museus
- Centre Buñuel Calanda (Casa Fortón-Cascajares)
- Casa-Museu Miguel Pellicer

Ponts
- Aqüeducte dels Arcs
- Pont del Estrechillo
- Pont Nou
- Pont Cid (anomenat Pont romà)

Enclavaments paisatgístics
- Muntanya Calvari: Situat a la part alta d'un turó, als afores de la població.
- Cabezo Buenavista
- Presa de Calanda
- Jaciment del Camí de la Vega d'Albalate: situat en la partida d'horta d'Albalate.

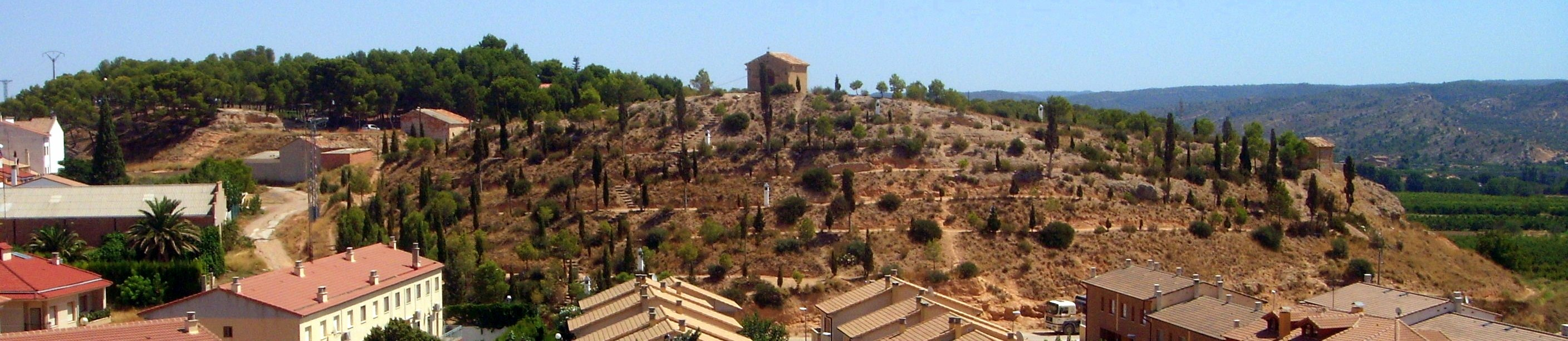
Vista general del Calvari de Calanda: la nit del Dijous Sant, a la llum de torxes, els veïns de la vila realitzen un Via Crucis a la Muntanya Calvari, en el qual participen tambors i bombos.

- Senders del Guadalopillo
- Horta Baixa

### Troballes arqueològiques

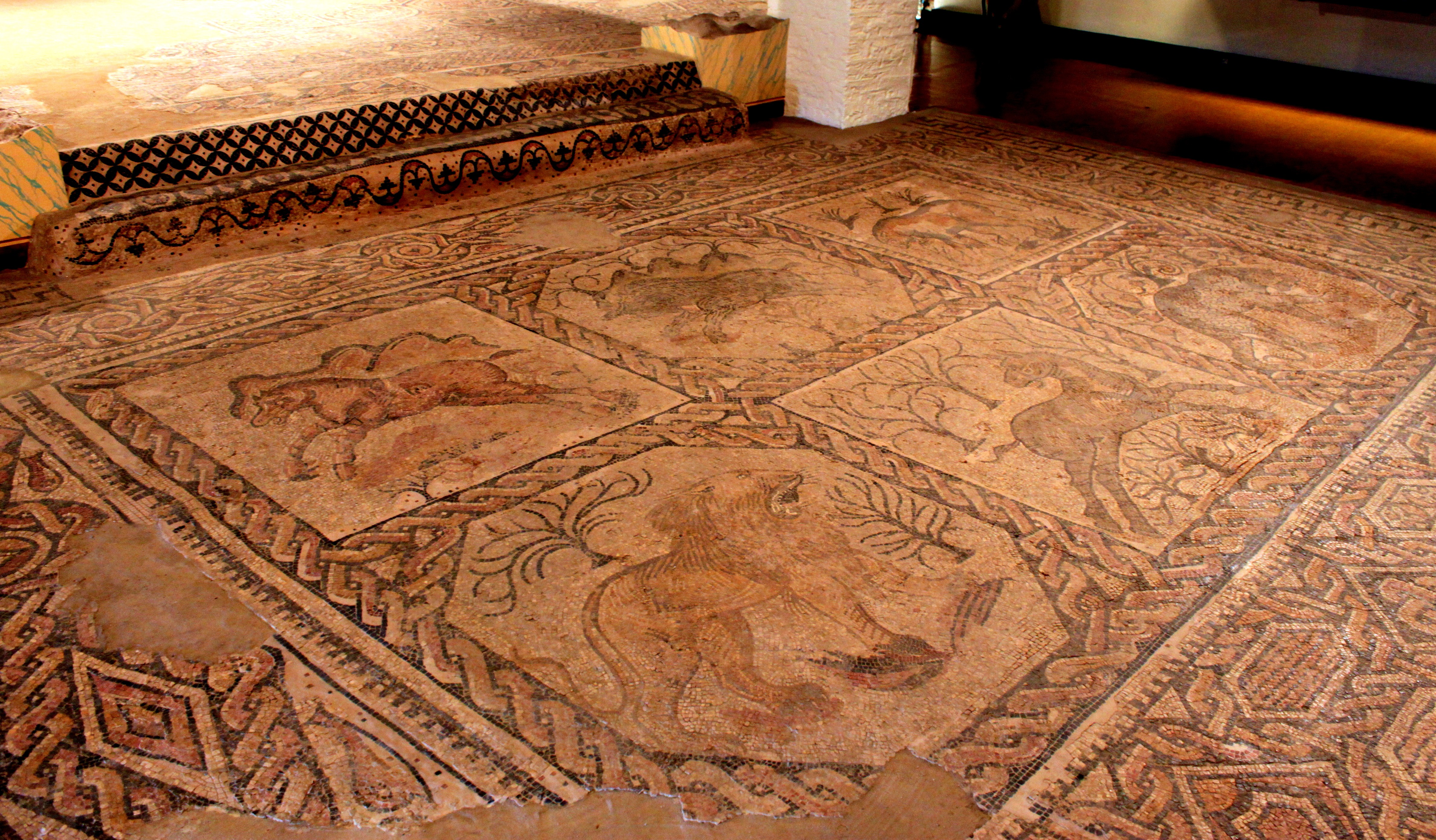
Vista parcial del mosaic romà de la vila del Camí d'Albalate (Calanda), situat al Museu Provincial de Terol.

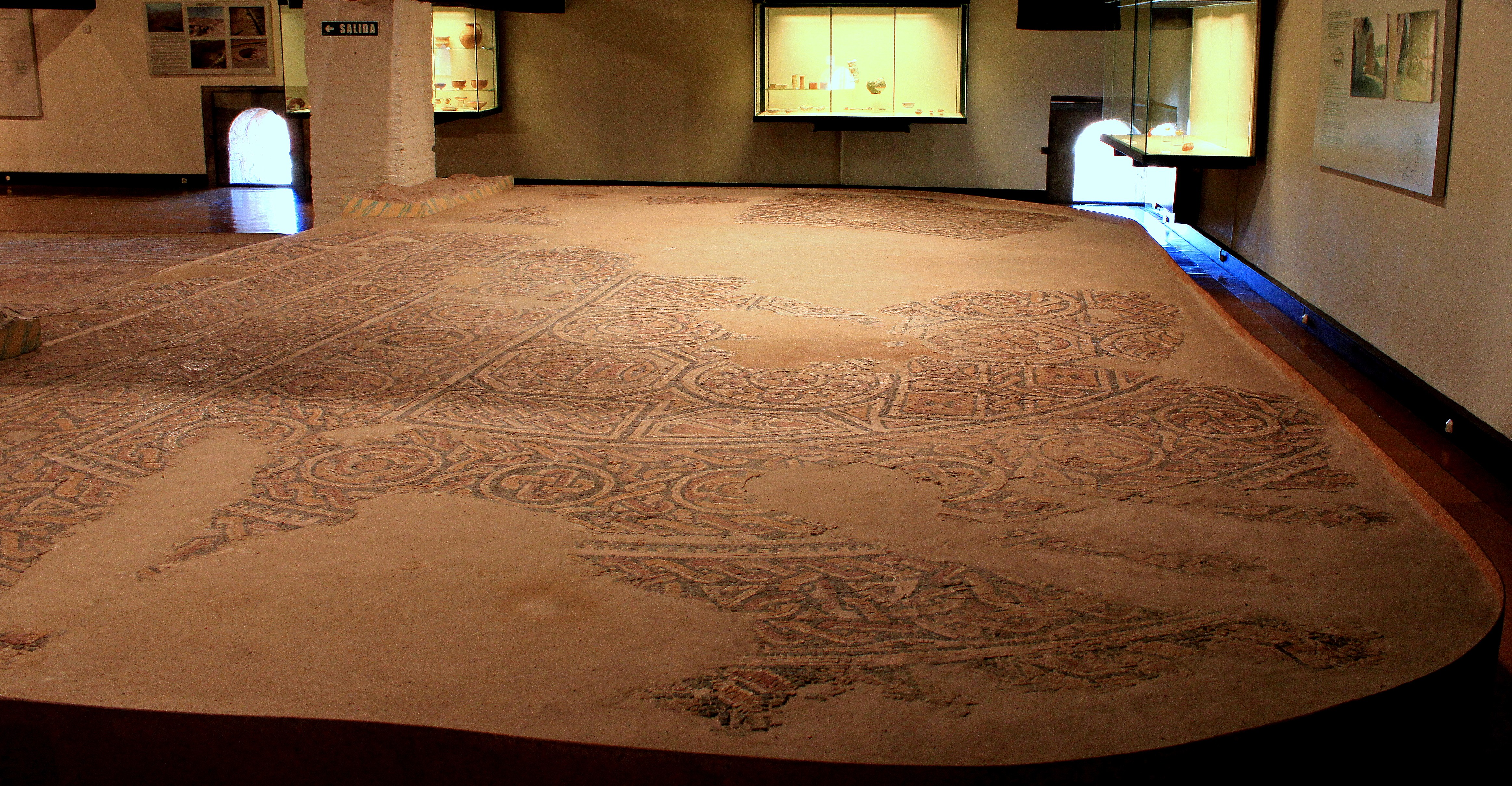
Camí d'Albalate (Calanda): Tercera estada de la vila.

Les restes arqueològiques més antics corresponen al Paleolític i van ser trobats per Manuel Sanz Martínez enfront de la Cova Corva. Entre els útils, va aparèixer un raspador de sílex, així com una destral de mà, el que deixa prova clara que les terres calandines estaven ja habitades fa uns 50.000 anys.
Restes del Mesolític i Neolític van aparèixer a la partida de Las Contiendas, entre ells una punta de llança ben tallada, un gran punxó, raspadors i fragments ceràmics. Aquestes troballes es van enriquir quan Sanz Martínez va localitzar el jaciment arqueològic del Llano del Carmen.
De l'època romana a penes hi havia més referències que les monedes trobades en  Castiel que va col·leccionar Mossèn Vicente Allanegui.
Camí de la Vega d'Albalate
No obstant això, el moment culminant de l'arqueologia calandina tindria lloc a 1964 amb el descobriment d'un espectacular mosaic, trobat per Antonio Bielsa Alegre, a la  partida d'Albalate.
Va quedar així confirmada la teoria que Calanda va ser una important vil·la romana. Avui el mosaic, al costat d'altres elements, es troba en el Museu Provincial de Terol, constituint la seva peça més significada.

## Personatges famosos
- Miguel Pellicer (1617-1647), conegut per un esdeveniment miracolós
- Gaspar Sanz (1640-1710), sacerdot, considerat el teòric espanyol de la guitarra més important del segle XVII
- Blas Rafael de Quintana y de Aguilar (1702-1762), canonge de Barcelona i canceller de la Universitat de Cervera
- Juan de Sessé Balaguer (1736-1801), eclesiàstic, compositor i organista
- Luis Buñuel (1900-1983), director cinematogràfic
- Manuel Cros i Grau (1901-1986), futbolista
- Manuel Mindán Manero (1902-2006), sacerdot, professor i filòsof, popularment conegut com el "Pare Mindán"
- Carmen Andrés Añón (1964-), política barcelonina, regidora de l'Ajuntament de Barcelona